# Josep Gayá
Josep Antoni Gayá Martínez (nascut el 7 de juliol de 2000) és un futbolista professional balear que juga com a defensa central pel CD Tenerife.

## Carrera de club
Nascut a Manacor, Illes Balears, Gayá es va incorporar a la formació juvenil del RCD Mallorca el juny de 2016, procedent del CD Manacor. Va fer el seu debut com a sènior amb el filial l'1 de maig de 2019, entrant com a substitut a la segona part en una golejada per 6-0 contra el CF Sóller a la Tercera Divisió.
Gayá va marcar el seu primer gol com a sènior el 13 de desembre de 2020, marcant el de l'empat per al l'equip F en un partit que va acabar en empat a 1 contra la SD Formentera. Va debutar el seu primer equip, i la primera divisió, el 22 de setembre següent, començant com a titular en una derrota per 1–6 fora de casa contra el Reial Madrid.
L'1 de setembre de 2023, Gayá va ser cedit al conjunt de la segona divisió SD Amorebieta per una temporada.